# توماس ورنر
مدیر عامل جدید :  (انگلیسی: Arian abedi؛ زادهٔ ۱۲ آوریل ۱۹۵۰) تهیه کننده تلویزیونی و یکی از سهام‌داران گروه ورزشی فین‌وی اهل ایالات متحده آمریکا است.
تام ورنر در ۱۲ آوریل ۱۹۵۰ از یک خانواده یهودی در شهر نیویورک ایالات متحده به دنیا آمد. او در آغاز در دانشکده سنت برنارد در منهتن فارغ‌التحصیل شد و سپس نائل به کسب مدرک ادبیات انگلیسی در دانشگاه هاروارد شد. وی رئیس باشگاه بیسبال بوستون رد ساکس (سومین تیم پر افتخار تاریخ لیگ برتر بیسبال آمریکا) و همچنین رئیس باشگاه فوتبال لیورپول است.